# Eudoxus (cráter marciano)
Eudoxus es un cráter de impacto del planeta Marte situado al noroeste del cráter Nansen, al noreste de Li Fan y al este de Hipparchus, a 44.9° sur y 147.5º oeste. El impacto causó un boquete de 98 kilómetros de diámetro. El nombre fue aprobado en 1973 por la Unión Astronómica Internacional, en honor al astrónomo y matemático griego Eudoxo de Cnidos (sobre el año 408 - 355 a. C.).
| [[File:Wikieudoxuswest.jpg\|1200px\|alt={{{Alt\|{{{descripción}}}]]                                                                                          |
| Cráter Eudoxus, fotografía de la cámara CTX a bordo del Mars Reconnaissance Orbiter. Borde oeste del cráter (El norte, hacia la izquierda de la fotografía). |